# Sandra Cecchini
Anna-Maria („Sandra“) Cecchini (* 27. Februar 1965 in Bologna) ist eine ehemalige italienische Tennisspielerin.

## Karriere
Sandra Cecchini gewann auf der WTA Tour insgesamt 23 Titel, davon zwölf im Einzel und elf im Doppel. 21 dieser Turniersiege feierte sie auf Sand. Zudem erreichte sie 17 weitere Endspiele (elf im Doppel), von denen nur drei nicht auf Sand ausgetragen wurden.
Die meisten ihrer Doppeltitel gewann sie an der Seite der Argentinierin Patricia Tarabini. Ihr bestes Abschneiden bei Grand-Slam-Turnieren feierte sie jeweils bei den French Open, bei denen sie im Einzel 1985 ins Viertelfinale einzog und 1993 im Doppel sogar im Halbfinale stand. Ihre besten Platzierungen auf der Weltrangliste waren Rang 15 im Einzel und Platz 22 im Doppel.
Im Fed Cup spielte Cecchini 33 Partien für Italien, von denen sie 16 gewinnen konnte.

## Erfolge

### Einzel

#### Turniersiege
| Nr. | Datum              | Turnier        | Belag     | Finalgegnerin        | Ergebnis       |
| --- | ------------------ | -------------- | --------- | -------------------- | -------------- |
| 01. | 29. April 1984     | Tarent         | Sand      | Sabrina Goleš        | 6:2, 7:5       |
| 02. | 14. Juli 1984      | Rio de Janeiro | Hartplatz | Adriana Villagrán    | 6:3, 6:3       |
| 03. | 13. Mai 1985       | Barcelona      | Sand      | Raffaella Reggi      | 6:3, 6:4       |
| 04. | 20. Juli 1986      | Bregenz        | Sand      | Mariana Pérez-Roldán | 6:4, 6:0       |
| 05. | 12. Juli 1987      | Båstad         | Sand      | Catarina Lindqvist   | 6:4, 6:4       |
| 06. | 8. November 1987   | Little Rock    | Hartplatz | Natallja Swerawa     | 0:6, 6:1, 6:3  |
| 07. | 22. Mai 1988       | Straßburg      | Sand      | Judith Wiesner       | 6:3, 6:0       |
| 08. | 17. Juli 1988      | Nizza          | Sand      | Nathalie Tauziat     | 7:5, 6:4       |
| 09. | 24. September 1989 | Paris          | Sand      | Regina Rajchrtová    | 6:4, 6:75, 6:1 |
| 10. | 15. Juli 1990      | Båstad         | Sand      | Csilla Bartos        | 6:1, 6:2       |
| 11. | 28. April 1991     | Bol            | Sand      | Magdalena Maleewa    | 6:4, 3:6, 7:5  |
| 12. | 20. September 1992 | Paris          | Sand      | Emanuela Zardo       | 6:2, 6:1       |

#### Finalteilnahmen
| Nr. | Datum              | Turnier         | Belag           | Finalgegnerin     | Ergebnis    |
| --- | ------------------ | --------------- | --------------- | ----------------- | ----------- |
| 1.  | 24. Mai 1987       | Straßburg       | Sand            | Carling Bassett   | 3:6, 4:6    |
| 2.  | 10. Juli 1988      | Båstad          | Sand            | Isabel Cueto      | 5:7, 1:6    |
| 3.  | 23. Juli 1989      | Estoril         | Sand            | Isabel Cueto      | 6:7, 2:6    |
| 4.  | 14. Juli 1991      | Palermo         | Sand            | Mary Pierce       | 0:6, 3:6    |
| 5.  | 24. September 1994 | Moskau          | Teppich (Halle) | Magdalena Maleewa | 5:7, 1:6    |
| 6.  | 11. August 1996    | Maria Lankowitz | Sand            | Barbara Paulus    | 0:0 Aufgabe |

### Doppel

#### Turniersiege
| Nr. | Datum              | Turnier         | Belag | Partnerin         | Finalgegnerinnen                     | Ergebnis      |
| --- | ------------------ | --------------- | ----- | ----------------- | ------------------------------------ | ------------- |
| 01. | 3. Mai 1985        | Tarent          | Sand  | Raffaella Reggi   | Patrizia Murgo Barbara Romano        | 1:6, 6:4, 6:3 |
| 02. | 27. April 1986     | Charleston      | Sand  | Sabrina Goleš     | Laura Gildemeister Marcela Skuherská | 4:6, 6:0, 6:3 |
| 03. | 10. Juli 1988      | Båstad          | Sand  | Mercedes Paz      | Linda Ferrando Silvia La Fratta      | 6:0, 6:2      |
| 04. | 16. Juli 1989      | Arcachon        | Sand  | Patricia Tarabini | Mercedes Paz Brenda Schultz          | 6:3, 7:6      |
| 05. | 17. September 1989 | Athen           | Sand  | Patricia Tarabini | Silke Meier Elena Pampoulova         | 4:6, 6:4, 6:2 |
| 06. | 24. September 1989 | Paris           | Sand  | Patricia Tarabini | Nathalie Herreman Catherine Suire    | 6:1, 6:1      |
| 07. | 22. Juli 1990      | Estoril         | Sand  | Patricia Tarabini | Carin Bakkum Nicole Jagerman         | 1:6, 6:2, 6:3 |
| 08. | 20. September 1992 | Paris           | Sand  | Patricia Tarabini | Rachel McQuillan Noëlle van Lottum   | 7:5, 6:1      |
| 09. | 1. August 1993     | San Marino      | Sand  | Patricia Tarabini | Florencia Labat Barbara Rittner      | 6:3, 6:2      |
| 10. | 31. Juli 1994      | Maria Lankowitz | Sand  | Patricia Tarabini | Alexandra Fusai Karina Habšudová     | 7:5, 7:5      |
| 11. | 17. September 1995 | Warschau        | Sand  | Laura Garrone     | Henrieta Nagyová Denisa Szabova      | 5:7, 6:2, 6:3 |

#### Finalteilnahmen
| Nr. | Datum              | Turnier         | Belag           | Partnerin               | Finalgegnerinnen                     | Ergebnis      |
| --- | ------------------ | --------------- | --------------- | ----------------------- | ------------------------------------ | ------------- |
| 01. | 10. November 1985  | Hilversum       | Teppich (Halle) | Sabrina Goleš           | Marcella Mesker Catherine Tanvier    | 2:6, 2:6      |
| 02. | 12. Juli 1987      | Båstad          | Sand            | Patricia Tarabini       | Penny Barg Tine Scheuer-Larsen       | 1:6, 2:6      |
| 03. | 4. Oktober 1987    | Paris           | Sand            | Sabrina Goleš           | Isabelle Demongeot Nathalie Tauziat  | 6:1, 3:6, 3:6 |
| 04. | 24. Juli 1988      | Aix-en-Provence | Sand            | Arantxa Sánchez Vicario | Nathalie Herreman Catherine Tanvier  | 4:6, 5:7      |
| 05. | 22. April 1990     | Tampa           | Sand            | Laura Gildemeister      | Mercedes Paz Arantxa Sánchez Vicario | 2:6, 0:6      |
| 06. | 16. September 1990 | Kitzbühel       | Sand            | Patricia Tarabini       | Petra Langrová Radka Zrubáková       | 0:6, 4:6      |
| 07. | 28. April 1991     | Bol             | Sand            | Laura Garrone           | Laura Golarsa Magdalena Maleewa      | kampflos      |
| 08. | 21. Juli 1991      | Kitzbühel       | Sand            | Patricia Tarabini       | Bettina Fulco Nicole Jagerman        | 5:7, 4:6      |
| 09. | 26. Juli 1992      | San Marino      | Sand            | Laura Garrone           | Alexia Dechaume Florencia Labat      | 6:76, 5:7     |
| 10. | 24. Oktober 1993   | Budapest        | Teppich (Halle) | Patricia Tarabini       | Inés Gorrochategui Caroline Vis      | 1:6, 3:6      |
| 11. | 1. Mai 1994        | Tarent          | Sand            | Isabelle Demongeot      | Irina Spîrlea Noelle Van Lottum      | 3:6, 6:2, 1:6 |

## Abschneiden bei Grand-Slam-Turnieren

### Einzel
| Turnier         | 1984 | 1985 | 1986  | 1987 | 1988 | 1989 | 1990 | 1991 | 1992 | 1993 | 1994 | 1995 | 1996 | 1997 | 1998 | Karriere |
| --------------- | ---- | ---- | ----- | ---- | ---- | ---- | ---- | ---- | ---- | ---- | ---- | ---- | ---- | ---- | ---- | -------- |
| Australian Open | —    | —    | n. a. | —    | —    | —    | —    | —    | —    | —    | —    | —    | 1    | —    | —    | 1        |
| French Open     | 1    | VF   | 1     | 1    | 3    | 1    | 3    | AF   | 2    | 2    | 2    | 1    | 2    | 2    | 1    | VF       |
| Wimbledon       | 2    | 2    | 1     | —    | —    | —    | 1    | 1    | —    | —    | 2    | 1    | —    | —    | —    | 2        |
| US Open         | 1    | 3    | 1     | 3    | 1    | 1    | 2    | 2    | 1    | 2    | 3    | 1    | 1    | —    | —    | 3        |

Zeichenerklärung: S = Turniersieg; F, HF, VF, AF = Einzug ins Finale / Halbfinale / Viertelfinale / Achtelfinale; 1, 2, 3 = Ausscheiden in der 1. / 2. / 3. Hauptrunde; Q1, Q2, Q3 = Ausscheiden in der 1. / 2. / 3. Runde der Qualifikation; n. a. = nicht ausgetragen

### Doppel
| Turnier         | 1984 | 1985 | 1986  | 1987 | 1988 | 1989 | 1990 | 1991 | 1992 | 1993 | 1994 | 1995 | 1996 | Karriere |
| --------------- | ---- | ---- | ----- | ---- | ---- | ---- | ---- | ---- | ---- | ---- | ---- | ---- | ---- | -------- |
| Australian Open | —    | —    | n. a. | —    | —    | —    | —    | —    | —    | —    | —    | —    | 1    | 1        |
| French Open     | —    | AF   | 2     | 2    | 1    | 1    | VF   | 1    | 1    | HF   | AF   | 1    | 1    | HF       |
| Wimbledon       | 2    | 1    | 1     | —    | —    | —    | 1    | —    | —    | —    | 2    | AF   | 1    | AF       |
| US Open         | —    | 1    | AF    | 1    | 2    | 1    | AF   | 1    | 1    | VF   | 2    | 1    | 1    | VF       |

### Mixed
| Turnier         | 1986  | 1987 | 1988 | 1989 | 1990 | 1991 | 1992 | 1993 | 1994 | 1995 | Karriere |
| --------------- | ----- | ---- | ---- | ---- | ---- | ---- | ---- | ---- | ---- | ---- | -------- |
| Australian Open | n. a. | —    | —    | —    | —    | —    | —    | —    | —    | —    | —        |
| French Open     | 2     | —    | —    | —    | —    | —    | —    | —    | —    | —    | 2        |
| Wimbledon       | —     | —    | —    | —    | —    | —    | —    | —    | 2    | 2    | 2        |
| US Open         | —     | —    | —    | —    | —    | —    | —    | —    | 1    | —    | 1        |

## Jahresendplatzierungen

### Einzel
| Jahr | 1983 | 1986 | 1988 | 1989 | 1990 | 1991 | 1992 | 1993 | 1994 | 1995 | 1996 | 1997 | 1998 |
| Rang | 121  | 073  | 021  | 026  | 020  | 027  | 034  | 055  | 033  | 106  | 073  | 204  | 196  |